# Транспорт в Боснии и Герцеговине

Автодороги Боснии и Герцеговины

Транспорт в Боснии и Герцеговине включает в себя автомобильные и железные дороги, речные порты и аэропорты.

## Автодороги
По состоянию на 2006 год:
- Протяжённость дорог: 21846 км
- Дороги с обочинами: 11425 км (4686 км межгородских дорог)
- Дороги без обочин: 10421 км

### Международные маршруты
- E65
- E73
- E661
- E761
- E762

### Государственные шоссе
- Шоссе 1
  - Шоссе 1-8
- Шоссе 5
- Шоссе 6
  - Шоссе 6-1
- Шоссе 14
  - Шоссе 14-1
  - Шоссе 14-2
- Шоссе 15
- Шоссе 16
  - Шоссе 16-2
- Шоссе 17
- Шоссе 18
- Шоссе 19
  - Шоссе 19-2
  - Шоссе 19-4
- Шоссе 20

### Автобусные перевозки
В Боснии и Герцеговине функционирует своя сеть автобусных перевозок и маршрутных автобусов: крупнейший автопарк Сараево имеет свой собственный веб-сайт. Организацией международных перевозок в Боснии и Герцеговине занимается компания Eurolines, предоставляющая поездки в Хорватию, Германию, Австрию, Францию, Нидерланды, Черногорию, Бельгию, Данию, Швецию и Сербию. В связи с невысоким качеством дорог доступен только один автобус: даже поездка в соседнюю Сербию занимает 8 часов.

## Железные дороги
Протяжённость железных дорог в стране составляла 1032 км в 2006 году (792 км дорог были электрифицированы по состоянию на 2002 год) при железнодорожной колее в 1435 мм. Дороги с подобной колеёй ведут в Хорватию и Сербию, но не в Черногорию.
Основные железные дороги:
- Тузла – Добой – Баня-Лука – Нови-Град – Бихач – граница с Хорватией
- Шамац (граница с Хорватией) – Добой – Сараево – Мостар – граница с Хорватией

## Водный транспорт
Главной судоходной рекой в стране является Сава, однако судоходство возможно только на определённых участках реки. Крупнейшими речными портами в стране являются Градишка, Брод, Шамац, Брчко и Орашье. Торговых судов в стране нет.

## Авиасообщение

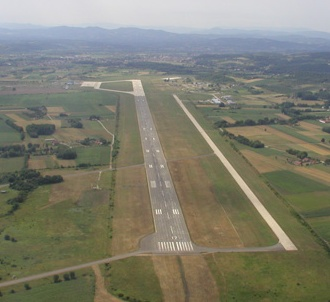
Аэропорт Баня-Лука

В стране всего насчитывается 25 аэропортов (на 2008 год). Из них:
- 7 имеют ВПП с искусственным покрытием
  - 4 аэропорта с ВПП длиной от 2438 до 3047 м
  - Один аэропорт с ВПП длиной от 1524 до 2437 м
  - 2 аэропорта с ВПП длиной не более 914 м
- 18 — ВПП без искусственного покрытия
  - Один аэропорт с ВПП длиной от 1524 до 2437 м
  - 7 аэропортов с ВПП длиной от 914 до 1523 м
  - 10 аэропортов с ВПП длиной не более 914 м

Крупнейшие аэропорты: Баня-Лука, Мостар и Сараево. Также в стране есть пять вертолётных площадок для посадки вертолётов.

## Трубопроводный транспорт
В 1992 году протяжённость газопровода составляла 90 км, нефтепровода — 174 км.